# У Дань
У Дань (кит. 巫丹, англ. Wu Dan; род. 13 января 1968, Нэйцзян, провинция Сычуань, Китай) — китайская волейболистка, нападающая-доигровщица и либеро. Бронзовый призёр Олимпийских игр 2008, чемпионка мира 1986.

## Биография
Весь период своей китайской клубной карьеры (1983—1993, 2000—2001, 2002—2003) У Дань выступала за команду Сычуань. В 1993
поступила в Колумбийский колледж штата Миссури, за команду которого играла в чемпионатах Национальной ассоциации студенческого спорта (англ. National Association of Intercollegiate Athletics, сокр. NAIA) до 1998 года. После окончания колледжа переехала в Европу, где в 1998—1999 выступала за немецкий «Шверинер», а затем на протяжении сезона — за итальянский «Мединекс» из Реджо-ди-Калабрии, с которым в 2000 стала победителем розыгрышей Кубка Италии и Кубка ЕКВ. С 1999 года сменила игровое амплуа нападающей-доигровщицы на либеро. В 2001—2002 и в 2003—2004 вновь играла в Италии за «Фоппапедретти» из Бергамо и «Монте Скьяво» из Ези. В составе команды из Бергамо в 2001 стала чемпионкой Италии, а в 2002 серебряным призёром Лиги чемпионов ЕКВ.
В 1984 выступала за молодёжную сборную Китая (серебряный призёр молодёжного чемпионата Азии).
В 1985 году 17-летняя У Дань дебютировала в национальной сборной Китая и стала обладателем золотой медали Кубка мира. В течение последующих 8 лет волейболистка неизменно входила в состав национальной команды, выигравшей за этот период чемпионат мира 1986, Азиатские игры 1990 и трижды чемпионат Азии, а также становившейся бронзовым призёром Олимпийских игр 1988, серебряным призёром чемпионата мира 1990, двукратным призёром Кубка мира, серебряным призёром первого Гран-при 1993, серебряным призёром Игр доброй воли 1990 и серебряным призёром Супер-Топ-4. В декабре 1985 приняла участие в двух «Гала-матчах» ФИВБ, в которых сборная Китая играла против сборной «Звёзды мира».
После выезда за границу в сборную Китая не привлекалась, но в 2000 вернулась в национальную команду, участвовав в Мировом Гран-при и Олимпийских играх, оставшись без наград обоих турниров.
В 2004 году завершила игровую карьеру. C 2005 входит в тренерский штаб волейбольной команды государственного университета Бемиджи (штат Миннесота). 

### Клубная карьера
- 1983—1993 —  «Сычуань» (Чэнду);
- 1993—1998 —  Колумбийский колледж (Колумбия, штат Миссури);
- 1998—1999 —  «Шверинер» (Шверин);
- 1999—2000 —  «Мединекс» (Реджо-ди-Калабрия);
- 2000—2001 —  «Сычуань» (Чэнду);
- 2001—2002 —  «Фоппапедретти» (Бергамо);
- 2002—2003 —  «Сычуань» (Чэнду);
- 2003—2004 —  «Монте Скьяво» (Ези).

## Достижения

### С клубами
Отсутствую данные о достижения в чемпионатах Китая.
- серебряный призёр розыгрыша Кубка Германии 1999
- чемпионка Италии 2002;
- серебряный (2000) и бронзовый (2004) призёр чемпионатов Италии.
- победитель розыгрыша Кубка Италии 2000;
  - серебряный призёр Кубка Италии 2002.

- серебряный призёр Лиги чемпионов ЕКВ 2002.
- победитель розыгрыша Кубка Европейской конфедерации волейбола (ЕКВ) 2000;
  - серебряный призёр Кубка ЕКВ 2004.

### Со сборными Китая
- бронзовый призёр Олимпийских игр 2008.
- чемпионка мира 1986;
  - серебряный призёр чемпионата мира 1990.
- победитель розыгрыша Кубка мира 1985;
  - серебряный (1991) и бронзовый (1989) призёр Кубка мира.
- серебряный призёр Мирового Гран-при 1993.
- чемпионка Азиатских игр 1990.
- 3-кратная чемпионка Азии — 1987, 1989; 1991.
- серебряный призёр Игр доброй воли 1990.
- чемпионка Азии среди молодёжных команд 1984.

### Индивидуальные
- 1989: символическая сборная Кубка мира.